# Ready 2 Go
Ready 2 Go ist ein Popsong des französischen DJ und Produzenten Martin Solveig mit dem britischen Musiker Kele als Begleitung. Die Single wurde ein großer Erfolg in Polen.
Es war eine der Titelmelodien bei der Copa América 2011. Während in der Album-Version Kele den Song alleine singt, singt in der Video-Version Solveig die erste Strophe.

## Musikvideo
Das Video wurde am 28. April 2011 auf YouTube veröffentlicht.
Es wurde am 29. März 2011 in der Halbzeitpause beim Spiel Frankreich gegen Kroatien im Stade de France aufgenommen.
Das Video beginnt damit, dass Solveig mit Majorettes ins Stadion einläuft. Als die Musik anfängt aus den Lautsprechern zu kommen, fängt Solveig an zu singen und zu tanzen.
Im Video wird gezeigt, wie die Zuschauer farbige Blätter hoch halten, welche die Worte Ready to Go bilden.
Zu Ende läuft er aus dem Stadion und wird von Ordnern festgenommen.

## Chartplatzierungen
| ChartsChartplatzierungen     | Höchstplatzierung | Wochen |
| ---------------------------- | ----------------- | ------ |
| Deutschland (GfK)            | 45 (14 Wo.)       | 14     |
| Frankreich (SNEP)            | 20 (22 Wo.)       | 22     |
| Österreich (Ö3)              | 42 (13 Wo.)       | 13     |
| Schweiz (IFPI)               | 70 (2 Wo.)        | 2      |
| Vereinigtes Königreich (OCC) | 48 (1 Wo.)        | 1      |